# Biropalostoma goofi
Biropalostoma goofi is een naaldkreeftjessoort uit de familie van de Parapseudidae. De wetenschappelijke naam van de soort is voor het eerst geldig gepubliceerd in 2003 door Bamber & Sheader.